# Tito Curtilio Mancia
Tito Curtilio Mancia (in latino: Titus Curtilius Mancia; 12 circa – durante o dopo gli anni 60) è stato un magistrato e senatore romano, console dell'Impero romano.

## Biografia
Homo novus, Mancia è stato ricostruito come originario forse della Gallia Narbonese.
Il primo incarico noto lo vede al vertice dello stato romano: egli fu infatti console suffetto nell'ultimo bimestre del primo anno del principato di Nerone, il 55, insieme al nobile Gneo Cornelio Lentulo Getulico. La nomina di Mancia a questo alto incarico è stata riconosciuta come opera degli influenti Seneca e Burro (quest'ultimo, del resto, originario anch'egli della Gallia Narbonese), in particolare forse per contrastare la concessione del consolato ordinario e soprattutto della legazione in Germania superiore di Lucio Antistio Vetere, vicino ad Agrippina minore, nel 55 stesso.
Infatti, dopo a stento un anno di carica, Vetere fu sostituito come legatus Augusti pro praetore di Germania superiore proprio da Mancia, che ricoprì l'incarico dal 56 almeno fino al 58: è impossibile, allo stato attuale delle nostre conoscenza, sapere se sia stato predecessore diretto di Publio Sulpicio Scribonio Proculo, attestato per la prima volta nel 63. Durante il suo incarico, Mancia ricevette un dispaccio dal legato di Germania inferiore, Lucio Duvio Avito, preoccupato per i movimenti del popolo germanico degli Ampsivari, che avevano rigettato le offerte di Avito: su richiesta di Avito, Mancia mobilitò oltre il Reno le sue legioni per intimorire le retrovie degli Ampsivari, dei Tencteri, dei Bructeri e di altri popoli alleati, mentre Avito portò il suo esercito nel territori dei Tencteri minacciando un'azione di sterminio qualora non intendessero dissociarsi dall'azione degli Ampsivari. L'azione congiunta di Mancia e Avito ebbe successo, e gli Ampsivari, rimasti soli, dovettero ritirarsi fino ad arrivare ad una distruzione quasi completa della tribù.
In seguito, si è ipotizzato, data la presenza in epoca traianea di una lex Manciana regolante i contratti di locazione delle tenute imperiali in Africa proconsolare, che Mancia possa essere stato proconsole d'Africa in un anno tra 64 e 68, ma le prove a disposizione non sono affatto sicure.

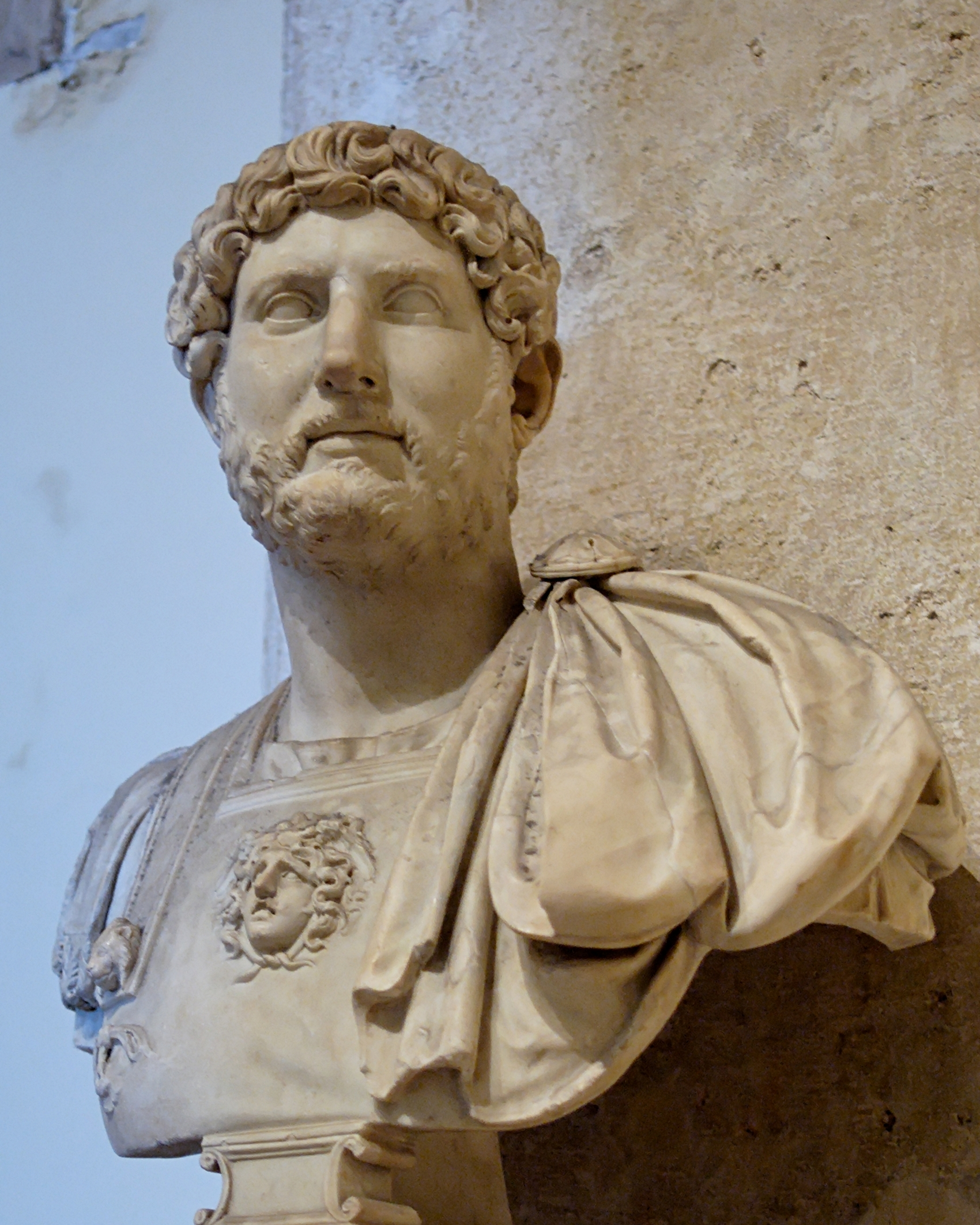
Busto di Adriano, pronipote biologico di Mancia (Musei Capitolini, MC817).

In ogni caso, Mancia era diventato assai ricco. Sua figlia Curtilia sposò il rampante senatore Gneo Domizio Lucano, di origine narbonese e futuro console suffetto sotto Vespasiano, che forse nei primi passi della sua carriera fu aiutato proprio da Mancia: sembra però che, forse dopo la morte di Curtilia negli anni 60, i rapporti tra i due si fossero molto inaspriti, al punto che Plinio il Giovane riporta come Mancia "odiasse grandemente" (perosus) il genero Lucano. Mancia allora decise di punire Lucano disponendo per testamento che la nipote e unica erede, Domizia Paolina Lucilla, figlia di Curtilia e Lucano nata nel 58 a Gades, divenisse effettivamente erede universale del nonno alla morte di questi solo se fosse stata emancipata dalla potestas paterna: Lucano accettò ed emancipò effettivamente la figlia, salvo poi farla adottare dal fratello Gneo Domizio Tullo, zio di Domizia e futuro console suffetto sotto Vespasiano (e per la seconda volta nel 98), con il quale Lucano praticava un completo consortium bonorum, riportando così Domizia sotto la manus dei due fratelli. L'espediente funzionò, ma Domizia non gradì i sotterfugi dei due padri biologico e adottivo, con cui non rimase in buoni rapporti.
In ogni caso, ella sposò in prime nozze Publio Elio Adriano Afro, cugino del futuro imperatore Traiano, da cui ebbe il futuro imperatore Adriano nel 76 e Domizia Paolina (moglie di Lucio Giulio Urso Serviano console suffetto nel 90, ordinario per la seconda volta nel 102 e ordinario per la terza volta nel 134) tra 78 e 80. Tuttavia, essendo Adriano Afro morto tra 85 e 86, si maritò in seconde nozze con Publio Calvisio Rusone Tullo, grande amico del padre adottivo Tullo (di cui prese il cognomen per testamento) e console suffetto nel 79 e ordinario per la seconda volta nel 109, figlio di Publio Calvisio Rusone console suffetto nel 53, ed ex marito di Giulia Frontina, figlia di Sesto Giulio Frontino (console suffetto forse nel 74, per la seconda volta nel 98 e ordinario per la terza volta nel 100): da Rusone Tullo, Domizia ebbe intorno al 100 Domizia Calvisia Lucilla, la quale, adottata da Lucio Catilio Severo Giuliano Claudio Regino console suffetto nel 110 e ordinario per la seconda volta nel 120, avrebbe poi sposato Marco Annio Vero (figlio di Marco Annio Vero console suffetto nel 97, ordinario per la seconda volta nel 121 e per la terza volta nel 126, e di Rupilia Faustina), e avrebbe con lui generato il futuro imperatore Marco Aurelio. In questo modo, Curtilio fu il bisnonno biologico di un imperatore (Adriano) e il trisavolo biologico di un altro (Marco Aurelio), e, tramite il genero Lucano e suo fratello Tullo, entrò nel circolo ispano-narbonese che avrebbe promosso l'ascesa al potere di Traiano.